# ماکس برو
ماکس برو (اسپانیایی: Max Berrú‎؛ زادهٔ ۵ ژوئن ۱۹۴۲) موسیقی‌دان و خواننده اهل اکوادور است.
او یکی از دو بنیان‌گذار اصلی گروه، «اینتی-ایلیمانی» است.
وی دانش‌آموختهٔ رشته مهندسی مکانیک است و در دوران دانشگاه با «خورخه کولُن» آشنا شد.
او در سال ۲۰۰۲ میلادی، «نشان لیاقت فرهنگ و آموزش گابریلا میسترال» را از دستانِ ریکاردو لاگوس دریافت کرد که یکی از عالی‌ترین جوایز و نشان‌های دولتی شیلی است.